# Концерт (альбом Билли Джоэла)
КОНЦЕРТ — двойной концертный альбом американского певца и музыканта Билли Джоэла, записанный в ходе гастролей в Советском Союзе летом 1987 года и выпущенный в октябре того же года.

## Об альбоме
Приняв приглашение Министерства культуры СССР, Билли Джоэл стал первым зарубежным исполнителем, представившим в Советском Союзе полноценные стадионные шоу. Соглашаясь на гастроли, музыкант старался максимально снизить политическую подоплёку, надеясь «распахнуть окно» для Запада в СССР и развеять мифы о «врагах-коммунистах».
Джоэл дал выступления в Тбилиси, в Москве (спорткомплекс «Олимпийский», три концерта 26, 27 и 29 июля), в Ленинграде (СКК им. Ленина, три концерта 2, 3 и 5 августа). Концерты транслировали по радио и снимали на камеры для будущего фильма.
Под впечатлением от общения с советскими людьми Джоэл написал песню «Leningrad», вошедшую в альбом Storm Front 1989 года.
Тур в России был, наверное, высшей точкой в моей карьере исполнителя. Я увидел людей и понял, что они нам не враги. Я также надеялся, что американцы увидят и поймут, что мы делаем. Что ты скажешь, когда твой сын или внук спросит тебя: "А что ты делал во время Холодной войны, папа?" Теперь мне есть, что ему ответить.

## Список композиций
| №  | Название                  | Автор(ы)    | Длительность |
| -- | ------------------------- | ----------- | ------------ |
| 1. | «Odoya»                   | Traditional | 1:17         |
| 2. | «Prelude/Angry Young Man» |             | 5:24         |
| 3. | «Honesty»                 |             | 3:58         |
| 4. | «Goodnight Saigon»        |             | 7:21         |

| №  | Название                     | Длительность |
| -- | ---------------------------- | ------------ |
| 5. | «Stiletto»                   | 5:09         |
| 6. | «Big Man on Mulberry Street» | 7:17         |
| 7. | «Baby Grand»                 | 6:09         |

| №  | Название                  | Длительность |
| -- | ------------------------- | ------------ |
| 1. | «An Innocent Man»         | 6:09         |
| 2. | «Allentown»               | 4:23         |
| 3. | «A Matter of Trust»       | 5:08         |
| 4. | «Only the Good Die Young» | 3:33         |

| №                   | Название                        | Автор(ы)            | Длительность |
| ------------------- | ------------------------------- | ------------------- | ------------ |
| 5.                  | «Sometimes a Fantasy»           |                     | 3:38         |
| 6.                  | «Uptown Girl»                   |                     | 3:09         |
| 7.                  | «Big Shot»                      |                     | 4:44         |
| 8.                  | «Back in the U.S.S.R.»          | Lennon–McCartney    | 2:45         |
| 9.                  | «The Times They Are a-Changin’» | Bob Dylan           | 2:58         |
| Общая длительность: | Общая длительность:             | Общая длительность: | 1:12:58      |

## A Matter of Trust: The Bridge to Russia
A Matter of Trust: The Bridge to Russia — концертный альбом/фильм американского певца и музыканта Билли Джоэла, записанный в ходе гастролей в Советском Союзе летом 1987 года, расширенное переиздание альбома «Концерт» 1987 года. Выпущен в форматах двойного CD, одиночного DVD/Blu-ray, а также бокс-сета.
DVD/Blu-ray содержат одноимённый документальный фильм о поездке (в 2018 году был показан на Первом канале в программе «Городские пижоны»). Фильм посвящён советскому цирковому артисту Виктору Разинову (с ним Билли Джоэл познакомился и подружился) и всем советским людям.
Исполнение всех песен с концертного фильма доступно на Youtube-канале певца.

### Список композиций
| диск 1 1. «Odoya» (Traditional Georgian) — 1:16 2. «Prelude/Angry Young Man» — 5:33 3. «Honesty» — 5:15 4. «The Ballad of Billy the Kid» — 5:32 5. «She’s Always a Woman» — 3:35 6. «Scenes from an Italian Restaurant» — 8:21 7. «Goodnight Saigon» — 6:37 8. «Stiletto» — 5:10 9. «Big Man on Mulberry Street» — 7:29 10. «Baby Grand» — 6:14 11. «What’s Your Name» — 2:17 12. «The Longest Time» — 5:11 13. «An Innocent Man» — 6:04 диск 2 1. «Pressure» — 5:23 2. «Allentown» — 3:52 3. «A Matter of Trust» — 5:10 4. «Only the Good Die Young» — 3:32 5. «It’s Still Rock and Roll to Me» — 4:00 6. «Sometimes a Fantasy» — 3:38 7. «You May Be Right» — 5:35 8. «Uptown Girl» — 3:09 9. «Big Shot» — 4:54 10. «Back in the U.S.S.R.» (Леннон — Маккартни) — 2:55 11. «The Times They Are A-Changin'» (Боб Дилан) — 2:38 12. «She Loves You» (Леннон — Маккартни) (Russian concerts rehearsal recording) — 2:24 13. «New York State of Mind» (Russian concerts rehearsal recording) — 6:22 14. «Piano Man» (Russian concerts rehearsal recording) — 4:25 | 1. «Prelude/Angry Young Man» 2. «Allentown» 3. «Goodnight Saigon» 4. «Big Man on Mulberry Street» 5. «Baby Grand» 6. «An Innocent Man» 7. «Honesty» 8. «The Longest Time» 9. «A Matter of Trust» 10. «Only the Good Die Young» 11. «It’s Still Rock and Roll to Me» 12. «Sometimes a Fantasy» 13. «You May Be Right» 14. «Uptown Girl» 15. «Big Shot» 16. «Back in the U.S.S.R.» бонус 1. «Pressure» Дополнительные материалы - Документальный фильм «A Matter of Trust: The Bridge to Russia» |

## В записи участвовали
- Билли Джоэл — вокал, рояль, губная гармония, клавишные, электрогитара
- Liberty DeVitto — ударные, маракасы, Simmons drums
- Doug Stegmeyer — бас, electric upright bass
- Dave Lebolt — клавишные
- Russell Javors — акустическая гитара, электрогитара, губная гармоника, бэк-вокал
- Mark Rivera — баритон-саксофон, альт-саксофон, бэк-вокал, клавишные, тамбурина, лирикон
- Kevin Dukes — акустическая гитара, электрогитара
- Peter Hewlett — перкуссия, бэк-вокал
- George Simms -перкуссия, бэк-вокал
- The Georgian Rustavi Ensemble of USSR — вокал в «Odoya»
- Олег Смирнов — переводчик

## Чарты и сертификации
| Чарт (1987/88)      | Наивысшая позиция |
| ------------------- | ----------------- |
| (Kent Music Report) | 10                |
| (OCC)               | 92                |
| (MegaCharts)        | 39                |
| (RIANZ)             | 13                |
| (Billboard 200)     | 38                |
| (Oricon)            | 16                |

| Регион                                                      | Сертификация | Продажи    |
| ----------------------------------------------------------- | ------------ | ---------- |
| Новая Зеландия (RMNZ)                                       | Золотой      | 7500^      |
| США (RIAA)                                                  | Платиновый   | 1 000 000^ |
| ^ Данные о тиражах приведены только на основе сертификации. |              |            |